# Csizmadia Ervin
Csizmadia Ervin (Szőny, 1958. március 30. –) magyar politológus, egyetemi docens.

## Életpályája
Az ELTE bölcsészkarán 1987-ig magyart és történelmet hallgatott, majd 1991-ig politikaelméleti tanulmányokat folytatott.
1997 óta a politikatudomány doktora (PhD).
Az MTA Politikai Tudományok Intézetének főmunkatársa, emellett politikaelmélet szakos tanárként és előadóként oktat a Miskolci Egyetem Bölcsészettudományi Karának Politikatudományi Tanszékén.
Nős, egy lánya van (Nóra).
Középfokon beszél angolul, alapfokon németül.

## Szakmai-közéleti tevékenysége
2001 óta szerkesztője, 2004 óta főszerkesztője a Politikatudományi Szemle című szakfolyóiratnak, 2007 májusa óta vezetője a Méltányosság Politikaelemző Központnak. Rendszeresen vendége különféle televíziós politikai elemző műsoroknak, publikál politikai szaklapokban, valamint más napi- és hetilapokban. Az SZDSZ tagja volt a párt megszünéséig.

## Főbb művei
- A magyar demokratikus ellenzék I-II-III. (T-Twins Kiadó, 1995)
- A bizalmi deficit Magyarországon. Magyarázatok és hipotézisek; MTA PTI, Bp., 1997 (Politikatudományi füzetek)
- Két liberalizmus Magyarországon. Századvég Kiadó, 1999
- Diskurzus és diktatúra. A magyar értelmiség vitái Nyugat-Európáról a késő Kádár-rendszerben. (Századvég Kiadó, 2001)
- Ösztön és politika. Makkai János és a reformjobboldal a két háború között. (Új Mandátum Kiadó, 2001)
- A politika és az értelmiség. Pártok, agytrösztök, hálózatok. (Századvég Kiadó, 2003)
- A politika mint titok. A szenvedélyes politikamegértés alapvonalai; Nemzeti Tankönyvkiadó, Bp., 2004 (Európai iskola)
- A Medgyessy-talány. A nemzeti középtől (a) végig; Századvég, Bp., 2004
- "Elképzeltek maguknak egy miniszterelnököt". Interjú Medgyessy Péterrel; Századvég, Bp., 2004
- Politikai változáselmélet. Miért változnak pártok, kormányok, politikusok?; MTA Politikai Tudományok Intézete, Bp., 2007
- Politikatudomány és politikai elemzés. Elmélet, történet, tudósközösség, műfaj és gyakorlat; Századvég, Bp., 2008
- A körbezárt politika. Elemzések a jelenkor Magyarországáról; szerk. Csizmadia Ervin, Novák Zoltán, Szentpéteri Nagy Richard; Méltányosság Politikaelemző Központ–L'Harmattan, Bp., 2008 (Méltányosság-könyvek)
- Miért "alaptalan" a magyar demokrácia? Pártok, konfliktusok, társadalmi kohézió és állampolgári nevelés; Gondolat, Bp., 2014
- A magyar politikai fejlődés logikája. Összehasonlítható-e a jelen a múlttal, s ha igen, hogyan?; Gondolat, Bp., 2017
- A történelem fortélya. A magyar demokrácia az átmenettől napjainkig; szerk. Csizmadia Ervin, Koroncai András; Méltányosság Politikaelemző Központ–L'Harmattan, Bp., 2017
- A hiányzó másik fél. Politikai és kulturális elmélkedések; Ad Librum, Bp., 2021